# 岩屋町
岩屋町（いわやちょう）は、兵庫県津名郡にあった町。現在の淡路市岩屋にあたる。発足当初は同市野島江崎・野島平林を含んだ。後の淡路町とほぼ同一区域にあたる。

## 地理
- 海洋：大阪湾、明石海峡
- 岬：松帆崎
- 河川：鵜崎川、茶間川、大谷川

## 歴史
- 1889年（明治22年）4月1日 - 町村制の施行により、岩屋浦・箙村（えびらむら）の区域を以って津名郡岩屋町が発足。
- 1892年（明治25年）1月22日 - 箙村（大字）が野島村の一部となる。
- 1956年（昭和31年）4月1日 - 仮屋町・浦村・釜口村と合併して淡路町が発足。同日岩屋町廃止。

## 交通

### 道路
- 国道28号

現在は旧町域に神戸淡路鳴門自動車道の淡路インターチェンジ・淡路サービスエリアが所在するが、当時は未開通。

### 港湾
- 岩屋港